# Nekrolog 1960
Nekrolog
◄◄
| ◄
| 1956
| 1957
| 1958
| 1959
| 1960 | 1961 | 1962 | 1963 | 1964 | ► | ►►
1. Quartal |
2. Quartal |
3. Quartal |
4. Quartal 
Weitere Ereignisse | Allgemeiner Nekrolog 1960
Die Beschreibung der verstorbenen Person sollte so kurz wie möglich gehalten sein und nur deren signifikante Tätigkeit(en) enthalten.
Neue Namen ggf. auch unter dem Geburts- und Sterbedatum, also etwa unter 1. Januar und im Geburts- und Sterbejahr (2024) eintragen (nur bei entsprechender großer Wichtigkeit). Für Beispiele siehe die schon vorhandenen Artikel.
Außerdem über die fünf zuletzt Verstorbenen, zu denen es einen ausreichend guten Artikel für eine Präsentation auf der Hauptseite gibt, nach der todesbedingten Überarbeitung der Artikel ggf. auch unter Wikipedia Diskussion:Hauptseite informieren und sie am besten auch in den anderen Wikipedia-Sprachversionen eintragen. Tipp: Regelmäßig bei news.google.de nach „ist tot“, „gestorben“ oder „verstorben“ suchen.
Wenn eine Person gestorben ist, gibt es viele Seiten zu dieser Person in der Wikipedia, die davon auch betroffen sind und entsprechend aktualisiert werden müssen. Beispiele: Namenübersichtsseite, Geburtsjahr, Geburtsort-Seiten und viele mehr.
Wie finde ich die betroffenen Seiten?
Im Suchfeld auf der linken Seite gibt man den Suchbegriff so ein: „Vorname Nachname“. Dann klickt man auf Volltext und alle Seiten mit entsprechendem Suchtext werden aufgerufen. Hier sieht man dann schnell, wo auch das Todesjahr Sinn macht oder sogar ein Teil des Artikels angepasst werden muss. Auch hilft das „Werkzeug“ auf der linken Seite sehr gut, um solche Seiten aufzufinden: „Links auf diese Seite“. Somit ist die Wikipedia wieder aktuell in allen Bereichen! Hinweis: bei Eintragung der Kategorie „Gestorben JAHR“ wird der Missbrauchsfilter 49 ausgelöst, was jedoch nicht schlimm ist. Siehe: Spezial:Missbrauchsfilter/49
Dies ist eine Liste von im Jahr 1960 verstorbenen bekannten Persönlichkeiten. Die Einträge erfolgen innerhalb der einzelnen Daten alphabetisch sortiert. Tiere sind im Nekrolog für Tiere zu finden.
Die Liste ist nach Quartalen aufgeteilt:
- Nekrolog 1. Quartal 1960: Januar, Februar und März
- Nekrolog 2. Quartal 1960: April, Mai und Juni
- Nekrolog 3. Quartal 1960: Juli, August und September
- Nekrolog 4. Quartal 1960: Oktober, November und Dezember

## Datum unbekannt
| Haşmet Akal                             | türkischer Maler, Kunstmaler und Lehrer                                                                         |  |
| Hugo Althoff                            | deutscher Bauingenieur, Stadtplaner und Politiker (Zentrum)                                                     |  |
| Arturo Ambrosio                         | italienischer Produzent und Regisseur, wird als Vater der italienischen Filmindustrie betrachtet                |  |
| Eugène Aroneanu                         | rumänischer Widerstandskämpfer und Autor                                                                        |  |
| Geoffroy Atkinson                       | US-amerikanischer Romanist                                                                                      |  |
| Marie-Berthe Aurenche                   | französische Malerin, Ehefrau von Max Ernst                                                                     |  |
| Friedrich Barthel                       | deutscher Journalist und Schriftsteller                                                                         |  |
| Wilhelm Beeckmann                       | deutscher Bergbau-Ingenieur und Schriftleiter der Zeitschrift „Glückauf“                                        |  |
| Willi Besener                           | deutscher Eisenbahner und Generaldirektor der Hauptverwaltung der Deutschen Reichsbahn                          |  |
| Reginald Andrew Blankenberg             | südafrikanischer Botschafter                                                                                    |  |
| Heinrich Blase                          | deutscher Manager                                                                                               |  |
| Georges Boris                           | französischer Politiker, Journalist und Wirtschaftstheoretiker                                                  |  |
| Mariano Armendáriz del Castillo         | mexikanischer Botschafter                                                                                       |  |
| Luis Chico Goerne                       | mexikanischer Jurist und Rektor der UNAM                                                                        |  |
| João Correia de Oliveira                | portugiesischer Dramatiker                                                                                      |  |
| John Covert                             | US-amerikanischer Maler                                                                                         |  |
| Ernst Dahlke                            | deutscher Musikpädagoge                                                                                         |  |
| Charles Delporte                        | belgischer Fechter                                                                                              |  |
| Oscar Dennard                           | US-amerikanischer Jazzpianist                                                                                   |  |
| Lawrence Duhé                           | US-amerikanischer Jazzmusiker                                                                                   |  |
| Kurt Eilles                             | deutscher Politiker (Bayernpartei) und Staatssekretär (Bayern)                                                  |  |
| Emine Naciye Tevfik                     | osmanisch-türkische Porträtmalerin                                                                              |  |
| Alfred Errera                           | belgischer Mathematiker                                                                                         |  |
| Gustav Fabricius                        | deutscher Hafen- und Flughafenmanager                                                                           |  |
| Willy Faktorovitch                      | russisch-französischer Kameramann                                                                               |  |
| Boris Alexandrowitsch Fingert           | sowjetischer Psychologe, Ökonom und Philosoph                                                                   |  |
| Francis Fisher                          | neuseeländischer Politiker und Tennisspieler                                                                    |  |
| Harald Gustaf Fleetwood                 | schwedischer Heraldiker und Reichsherold                                                                        |  |
| Rupert Franz                            | österreichischer Gynäkologe                                                                                     |  |
| Naftali Aronowitsch Frenkel             | sowjetischer GULag-Verantwortlicher                                                                             |  |
| Hans Garte                              | deutscher Pionier des Offsetdrucks                                                                              |  |
| Willibald Gerlach                       | deutscher Versicherungsjurist                                                                                   |  |
| Josef Gerschon                          | sudetendeutscher Komponist                                                                                      |  |
| Hans Godeck                             | deutscher Theaterschauspieler                                                                                   |  |
| Paul Goetzoff                           | israelischer Chasan und Lehrer                                                                                  |  |
| Victor Hugo Green                       | US-amerikanischer Postangestellter und Reiseschriftsteller                                                      |  |
| Albert Grubauer                         | deutscher Ethnologe, Zoologe und Kunstsammler                                                                   |  |
| Georg Gruener                           | österreichischer Textilunternehmer, Fußballspieler und -funktionär                                              |  |
| Werner Hagemann                         | deutscher Ministerialbeamter                                                                                    |  |
| Mahamoud Harbi                          | dschibutischer politischer Führer                                                                               |  |
| Pieter Herfst                           | niederländischer Pianist und Dirigent                                                                           |  |
| Otto Heuer                              | deutscher Chemiker und Industrieller                                                                            |  |
| Joseph Hiendl                           | deutscher Orgelbauer und Möbelhersteller                                                                        |  |
| Georg Hiller                            | deutscher Unternehmer und Sachbuchautor, Pionier der Reformbewegung                                             |  |
| Johannes Hohlenberg                     | dänischer Schriftsteller, Künstler und Anthroposoph                                                             |  |
| Ernest Holmes                           | US-amerikanischer Autor und Gründer der US-amerikanischen Freikirchen                                           |  |
| Martin Horn                             | deutscher Rechtsanwalt                                                                                          |  |
| Joseph Hörwick                          | deutscher Lehrer und Geologe                                                                                    |  |
| Kurt Hutton                             | deutsch-britischer Fotograf und Fotojournalist                                                                  |  |
| Albert Ippel                            | deutscher Lehrer und Klassischer Archäologe                                                                     |  |
| Joško Janša                             | jugoslawischer Skilangläufer                                                                                    |  |
| Manes Kadow                             | deutscher Journalist und Bühnenautor                                                                            |  |
| Wilhelm Kåge                            | schwedischer Designer                                                                                           |  |
| Derwent William Kermode                 | britischer Botschafter                                                                                          |  |
| Otto Kirchner                           | deutscher Maler                                                                                                 |  |
| Edmund Kiss                             | deutscher Autor und Architekt                                                                                   |  |
| August Kleine                           | kommunistischer Politiker, Funktionär der Komintern                                                             |  |
| Georg von Klencke                       | deutscher Landwirt, Jurist, Amtsgerichts- und Landschaftsrat, Versicherungsmanager, Verwaltungsrats- und Auf... |  |
| Wiktor Semjonowitsch Klimaschin         | sowjetischer Grafikkünstler                                                                                     |  |
| Albert Knoke                            | deutscher Maler                                                                                                 |  |
| George Legh-Jones                       | britischer Manager                                                                                              |  |
| August Lenz                             | deutscher Bankier                                                                                               |  |
| Emy Limpert                             | deutsche Fotografin                                                                                             |  |
| Samuel McCune Lindsay                   | US-amerikanischer Soziologe                                                                                     |  |
| Josef Löwenherz                         | Oberhaupt der jüdischen Gemeinde Wien zur Zeit des Nationalsozialismus                                          |  |
| Kurt Lüdecke                            | deutscher Kaufmann und Journalist                                                                               |  |
| Enrique Magalona                        | philippinischer Jurist und Politiker                                                                            |  |
| Dave Marsh                              | englischer Radrennfahrer und Weltmeister                                                                        |  |
| Gustav Marx von Söhnen                  | deutscher Maler                                                                                                 |  |
| Otto Maurenbrecher                      | deutscher Schauspieler, Regisseur und Theaterintendant                                                          |  |
| Margaret McPhun                         | schottische Frauenrechtlerin                                                                                    |  |
| Carlos Mendieta y Montefur              | Präsident von Kuba (1934–1935)                                                                                  |  |
| Arthur Mohns                            | deutscher Fußballspieler                                                                                        |  |
| Albert Moser                            | Orgelbauer |  |
| Carl Mühlmann                           | deutscher Politiker (LDPD)                                                                                      |  |
| João Carlos Muniz                       | brasilianischer Diplomat                                                                                        |  |
| Willie Pajeaud                          | US-amerikanischer Jazzmusiker                                                                                   |  |
| Adalbert Pechan                         | österreichischer Verleger, Herausgeber der Perlen-Reihe                                                         |  |
| Edward Pepper                           | britischer Turner                                                                                               |  |
| Joseph Pfeffer                          | deutscher Politiker (CDU), Oberbürgermeister von Lörrach (1945–1948)                                            |  |
| Walther Plugge                          | deutscher Rechtsanwalt, Notar und Urheberrechtler                                                               |  |
| Elsbeth Rinke                           | deutsche Unternehmerin                                                                                          |  |
| Michail Pawlowitsch Rjabuschinski       | russischer Bankier und Mäzen                                                                                    |  |
| Käthe Rosenberg                         | deutsche literarische Übersetzerin                                                                              |  |
| Johann Albert Sawinsky                  | deutscher Unternehmer                                                                                           |  |
| Gertrud Schaeffer                       | deutsche Malerin und Grafikerin                                                                                 |  |
| Fritz Schallwig                         | deutscher Radrennfahrer                                                                                         |  |
| Hans Scharold                           | deutscher Lehrer                                                                                                |  |
| Franz von Scheiger                      | deutsch-österreichischer Diplomat                                                                               |  |
| Hermann Schischegg                      | deutscher Fotograf, Drucker, Unternehmer und Ansichtskarten-Produzent                                           |  |
| Eleonore Schmidt-Herrling               | deutsche Malerin und Bibliothekarin                                                                             |  |
| Franz Schmuckenschläger                 | österreichisch-tschechischer Architekt, Bildhauer und Beamter                                                   |  |
| Hans Schwarz                            | deutscher Ringer                                                                                                |  |
| Olly Schwarz                            | österreichische Frauenrechtlerin, Pädagogin und Schulgründerin                                                  |  |
| Essex Scott                             | US-amerikanischer Jazz- und R&B-Sänger                                                                          |  |
| Mehmet Şükrü Sekban                     | kurdischer Politiker und Arzt                                                                                   |  |
| Mustafa Edip Servet                     | türkischer Stabsoffizier, Abgeordneter der Großen Nationalversammlung der Türkei                                |  |
| August Sievers                          | deutscher Direktor des Verbandes Schleswig-Holsteinischer Baugenossenschaften                                   |  |
| Adelheid von Stein zu Nord- und Ostheim | deutsche Stiftsdame und Pröpstin                                                                                |  |
| Walter Steinweg                         | deutscher Schauspieler bei Bühne und Film                                                                       |  |
| Antal Szalay                            | ungarischer Fußballspieler und -trainer                                                                         |  |
| R. Vaidyanathaswamy                     | indischer Mathematiker                                                                                          |  |
| Alfred Waagner                          | österreichischer Maler                                                                                          |  |
| Karl Weimann                            | deutscher Historiker                                                                                            |  |
| Albert Weißfloch                        | deutscher Elektrotechniker                                                                                      |  |
| Gustav Wieser                           | österreichischer Fußballspieler                                                                                 |  |
| August Wingler                          | deutscher Chemiker                                                                                              |  |
| Rudolf Zistler                          | österreichisch-ungarischer Rechtsanwalt                                                                         |  |